# San Marcos de Tarrazú
San Marcos de Tarrazú – miasto w Kostaryce, w prowincji San José.